# Bairdia
Bairdia är ett släkte av kräftdjur. Bairdia ingår i familjen Bairdiidae.

## Dottertaxa tillBairdia, i alfabetisk ordning[1]
- Bairdia angulata
- Bairdia attenuata
- Bairdia complanata
- Bairdia corpulenta
- Bairdia crosskeiana
- Bairdia cultrijugata
- Bairdia dentata
- Bairdia expansa
- Bairdia formosa
- Bairdia foveolata
- Bairdia frequens
- Bairdia gierloffi
- Bairdia incognite
- Bairdia iwaizakiensis
- Bairdia longevaginata
- Bairdia mccoyi
- Bairdia mediterranea
- Bairdia messanensis
- Bairdia milne-edwardsi
- Bairdia minor
- Bairdia mytiloides
- Bairdia nagaiwensis
- Bairdia plebeia
- Bairdia pompilioides
- Bairdia pseudoemaciata
- Bairdia raripila
- Bairdia reticulata
- Bairdia reussi
- Bairdia serrata
- Bairdia simuvillosa
- Bairdia subcircincta
- Bairdia subdeltoidea
- Bairdia truncata
- Bairdia verdescens
- Bairdia villosa